# Judith Baker
Judith Baker (* 1938 in Saint Joseph, Missouri; † 22. Mai 2014) war eine US-amerikanisch-kanadische Philosophin. Ihre Forschungsschwerpunkte waren Ethik, Rechtsphilosophie, Handlungstheorie und Philosophie der Psychologie. Als ihr einflussreichstes Werk gilt der Aufsatz Trust and Rationality. Bedeutend war aber auch ihre Zusammenarbeit u. a. mit Paul Grice und Philip Clark. Die York University, an der sie 30 Jahre unterrichtete, stiftete einen Preis zu ihrem Gedächtnis.

## Leben
Baker wuchs in Saint Joseph, einer Kleinstadt in Missouri, auf. Sie studierte am Bryn Mawr College im Rahmen eines BA-Stipendiums, wo sie Philosophie und Französische Sprache belegte. Anstatt ihr Studium im Fach Französische Literatur weiterzuführen, entschloss sie sich, während eines weiteren Stipendiats an der Sorbonne, sich der Philosophie zu widmen. Zurück in den Vereinigten Staaten nahm sie ein Promotionsstudium an der UC Berkeley auf, das sie auch abschloss. Seit den 1980er Jahren war sie Fakultätsmitglied am Glendon College der York University in Toronto.
1983 heiratete sie Ian Hacking. 2009 unternahm sie mit ihm eine Wanderung durch die Anden, die sie in einem Tagebuch verarbeitete.

## Veröffentlichungen
- Mit H. Paul Grice: Davidson on ‘Weakness of the Will’, in: Bruce Vermazen & Merrill B. Hintikka (eds.), Essays on Davidson: Actions and Events. Oxford University Press, 1985. S. 27–49.
- Trust and Rationality. In: Pacific Philosophical Quarterly 68, 1978, S. 1–13.
- Counting Categorical Imperatives. In: Kant-Studien 79 (1–4), 1989: S. 389–406.
- The Metaphysical Construction of Value. The Journal of Philosophy, 86(10), 1989, S. 505–513.
- A Reply in Defense of Impartiality. Political Theory, vol. 23, no. 1, 1995, S. 92–100.
- Democratic Deliberations, Equality of Influence, and Pragmatism. Canadian Journal of Philosophy 28 (sup1), 1998: S. 253–272.
- Intellectual Trust in Oneself and Others. Philosophical Review 112 (4), 2003: S. 586–589.
- Rationality without reasons. Mind 117 (468), 2008, S. 763–782.
- Vulnerabilities of morality. Canadian Journal of Philosophy 38 (1), 2008: S. 141–159.
- Philosophical Comments on Charles Stafford and Francesca Merlan In: Michael Lambek (ed.), Ordinary Ethics: Anthropology, Language, and Action. Fordham University Press, 2010, S. 185–232.
- Mit Philip Clark: Epistemic buck-passing and the interpersonal view of testimony. Canadian Journal of Philosophy 48 (2), 2018: S. 178–199.

## Herausgeberschaft
- H. Paul Grice, The Conception of Value Oxford, Clarendon Press 1991.
- Judith Baker (Hrsg.), Group Rights, University of Toronto Press, 1994.